# Sérgio Cláudio dos Santos
Sérgio Cláudio dos Santos, of kortweg Serginho (Nilópolis, 27 juni 1971), is een voormalig Braziliaanse voetballer. De linkervleugelspeler begon zijn voetbalcarrière in zijn geboorteland voor Flamengo in 1994. Sindsdien speelde hij achtereenvolgens voor Cruzeiro, São Paulo FC en AC Milan. Bij Milan kwam hij terecht in het seizoen 1999/00. Het laatste seizoen kwam hij niet veel meer in actie bij Milan. In mei 2008 maakte Serginho bekend te stoppen met voetbal.

## Erelijst
| Competitie                     |        |                  |       |       |
| Competitie                     | Aantal | Jaren            |       |       |
| Bahia                          | Bahia  | Bahia            | Bahia | Bahia |
| ------------------------------ | ------ | ---------------- | ----- | ----- |
| Campeonato Baiano              | 1x     | 1994             |       |       |
| Cruzeiro                       |        |                  |       |       |
| Copa de Oro Nicolás Leoz       | 1x     | 1995             |       |       |
| São Paulo                      |        |                  |       |       |
| Campeonato Paulista            | 1x     | 1998             |       |       |
| AC Milan                       |        |                  |       |       |
| Mondiaal                       |        |                  |       |       |
| Wereldkampioenschap voor clubs | 1x     | 2007             |       |       |
| Internationaal                 |        |                  |       |       |
| UEFA Champions League          | 2x     | 2002/03, 2006/07 |       |       |
| UEFA Super Cup                 | 1x     | 2003, 2007       |       |       |
| Nationaal                      |        |                  |       |       |
| Serie A                        | 1x     | 2003/04          |       |       |
| Coppa Italia                   | 1x     | 2002/03          |       |       |
| Supercoppa                     | 1x     | 2004             |       |       |

| Competitie         | Winnaar  | Winnaar  | Runner-up | Runner-up | Derde    | Derde    |
| Competitie         | Aantal   | Jaren    | Aantal    | Jaren     | Aantal   | Jaren    |
| Brazilië           | Brazilië | Brazilië | Brazilië  | Brazilië  | Brazilië | Brazilië |
| ------------------ | -------- | -------- | --------- | --------- | -------- | -------- |
| Copa América       | 1x       | 1999     |           |           |          |          |
| Confederations Cup |          |          | 1x        | 1999      |          |          |

1 Dida ·
2 Cafú  ·
3 Odvan ·
4 Zago ·
5 Emerson ·
6 Roberto Carlos ·
7 Márcio Amoroso ·
8 Vampeta ·
9 Ronaldo ·
10 Rivaldo ·
11 Alex ·
12 Marcos Reis ·
13 Evanílson ·
14 César Belli ·
15 João Carlos ·
16 Serginho ·
17 Marcos Paulo ·
18 Flávio Conceição ·
19 Beto ·
20 Christian ·
21 Ronaldinho ·
22 Zé Roberto ·
Coach: Vanderlei Luxemburgo
1 Dida ·
2 Evanílson ·
3 Odvan ·
4 João Carlos ·
5 Flávio Conceição ·
6 Serginho ·
7 Ronaldinho ·
8 Emerson  ·
9 Christian ·
10 Alex ·
11 Zé Roberto ·
12 Marcos Reis ·
13 César Belli ·
14 Luiz Alberto ·
15 Marcos Paulo ·
16 Athirson ·
17 Beto ·
18 Rôni ·
19 Warley ·
20 Vampeta ·
Coach: Vanderlei Luxemburgo